# Печинский сельский совет (Тростянецкий район)
Печинский сельский совет (укр. Печинська сільська рада) — входит в состав
Тростянецкого района
Сумской области
Украины.
Административный центр сельского совета находится в 
с. Печины
.

## Населённые пункты совета
- с. Печины
- с. Савелово